# セレンゲティ国立公園
セレンゲティ国立公園（セレンゲティこくりつこうえん、英: Serengeti National Park）は、タンザニア北部のマラ州・アルーシャ州・シニャンガ州にまたがる、自然保護を目的とした国立公園。アフリカで一番良く知られた国立公園の1つ。1981年にユネスコの世界遺産（自然遺産）に、同年に隣接するンゴロンゴロ保全地域と共に生物圏保護区に登録された。セレンゲティとはマサイ語で「果てしなく広がる平原」の意。

## 概要
ヴィクトリア湖の東に広がる大サバンナ地帯にある。そのうちの多くが広々とした草原で疎林や低木林がみられる。川や沼、湖もある。平原の所々に岩石が露出している。面積は1万4763km2で、四国（1万8297.78km2）や関東平野（約1万7000km2）の8割程度に及ぶ。国立公園内には、様々な動物が約300万頭生息していると推定されている。
セレンゲティを代表する動物は、ヌーである。生息している動物の約3割がヌーであるといわれている。ヌーは、雨季と乾季で草原を求めて、隣接しているケニア側のマサイマラ国立保護区へと1500kmの移動を繰り返す。雨季となる12月から6月の間は、地平線をヌーが埋め尽くし、壮観である。

## 主な生息動物
- シママングース
- コビトマングース（英語版）
- イボイノシシ
- オオミミギツネ
- カバ
- トピ
- キリン
- シマウマ
- チーター
- トムソンガゼル
- オグロヌー
- ブチハイエナ
- ライオン
- リカオン
- アフリカゾウ
- アフリカヒョウ（英語版）
- アフリカスイギュウ
- ダチョウ
- アヌビスヒヒ
- ハーテビースト
- ベルベットモンキー（英語版）
- ナイルワニ
- クロサイ
- セグロジャッカル
- アフリカンゴールデンウルフ
- インパラ
- グラントガゼル
- コシジロハゲワシ（英語版）
- マダラハゲワシ（英語版）
- イランド
- ウォーターバック[3]

## 世界遺産

### 登録基準
この世界遺産は世界遺産登録基準のうち、以下の条件を満たし、登録された（以下の基準は世界遺産センター公表の登録基準からの翻訳、引用である）。
- (7) ひときわすぐれた自然美及び美的な重要性をもつ最高の自然現象または地域を含むもの。
- (10) 生物多様性の本来的保全にとって、もっとも重要かつ意義深い自然生息地を含んでいるもの。これには科学上または保全上の観点から、すぐれて普遍的価値を持つ絶滅の恐れのある種の生息地などが含まれる。